# Stolany
Stolany jsou obec v okrese Chrudim v Pardubickém kraji. Leží zhruba 4,5 kilometru jihozápadně od Chrudimi. Žije zde 408 obyvatel.

## Název
Původ názvu není zcela jasný. Zřejmě byl utvořen od slova stolník, což byl ve středověku jeden z předních sluhů krále. Další teorie tvrdí, že je název utvořen od Stolanů, čili lidí, kteří rádi pobývali za stolem nebo u stolu. Možné je i odvození od stolních statků, jejichž výrobky zásobovaly knížecí dvůr.[zdroj?]

## Historie
První písemná zmínka o obci pochází z roku 1229 v listině krále Přemysla Otakara I. ve které potvrzuje, že ves Stolany věnuje i s příslušenstvím klášteru Benediktinů v Opatovicích.

## Obyvatelstvo
| Rok            | 1869 | 1880 | 1890 | 1900 | 1910 | 1921 | 1930 | 1950 | 1961 | 1970 | 1980 | 1991 | 2001 | 2011 | 2021 |
| -------------- | ---- | ---- | ---- | ---- | ---- | ---- | ---- | ---- | ---- | ---- | ---- | ---- | ---- | ---- | ---- |
| Počet obyvatel | 410  | 439  | 445  | 409  | 424  | 465  | 398  | 361  | 355  | 311  | 293  | 348  | 372  | 365  | 364  |
| Počet domů     | 47   | 49   | 48   | 49   | 53   | 57   | 65   | 79   | 80   | 78   | 79   | 103  | 106  | 118  | 122  |

## Obecní správa
Mezi lety 1850–1950 Stolany byly obcí v okrese Chrudim. V letech 1961–1966 patřily jako část obce k Sobětuchům-Stolanům. Od 1. července 1966 do 30. srpna 1990 patřily jako část obce k Sobětuchům a od 31. srpna 1990 jsou opět samostatnou obcí. V letech 1850–1914 k obci patřily Sobětuchy.

### Obecní symboly
Znak a vlajka byly obci uděleny rozhodnutím předsedy Poslanecké sněmovny Parlamentu České republiky dne 11. dubna 2008.
Tři zlatá jablka znázorňují tři dary, které dal podle pověsti svatý Mikuláš dcerám zchudlého šlechtice. Na znaku pak zelená znázorňuje trávník a modrá nebe. Zlatá a modrá barva odkazuje na Opatské benediktiny, červená na plášť světce. Dominantní je zjednodušená věž Stolanského kostela. Autorem obecních symbolů je heraldik pan Stanislav Kasík.

## Pamětihodnosti
- Gotický kostel svatého Mikuláše, obklopený hřbitovem, pochází ze 14. století a má neobvyklou pozdně gotickou věž zakončenou cimbuřím s kamennými chrliči v podobě skrčených oblud. Ve věži kostela je zazděno několik artefaktů z obloukové římsy staršího románského kostela. Uvnitř kostela je původní pískovcová křtitelnice. Zakončení věže stolanského kostela zděnou helmicí je nápadně podobné věžím kostela svatého Vavřince v Opatovicích, kostela sv. Václava ve Starých Ždánicích.
- Jižně od kostela se nachází zbytky tvrziště.

## Sportovní vyžití
Roku 1927 byla v obci založena tělocvičná jednota Sokol. O pět let později, v roce 1932 vznikl fotbalový klub SK Stolany. Od roku 1999 slouží všem sportovcům a mládeži nový sportovní areál s nejnutnějším zázemím. Přes sto třicet let, od roku 1885, vyvíjí svou činnost sbor dobrovolných hasičů. Byl založen v roce 1884 po neúspěšném pokusu uhasit požár, který vznikl ve stodole u mlýna pana Františka Buřvala v Červenci.

## Geografie

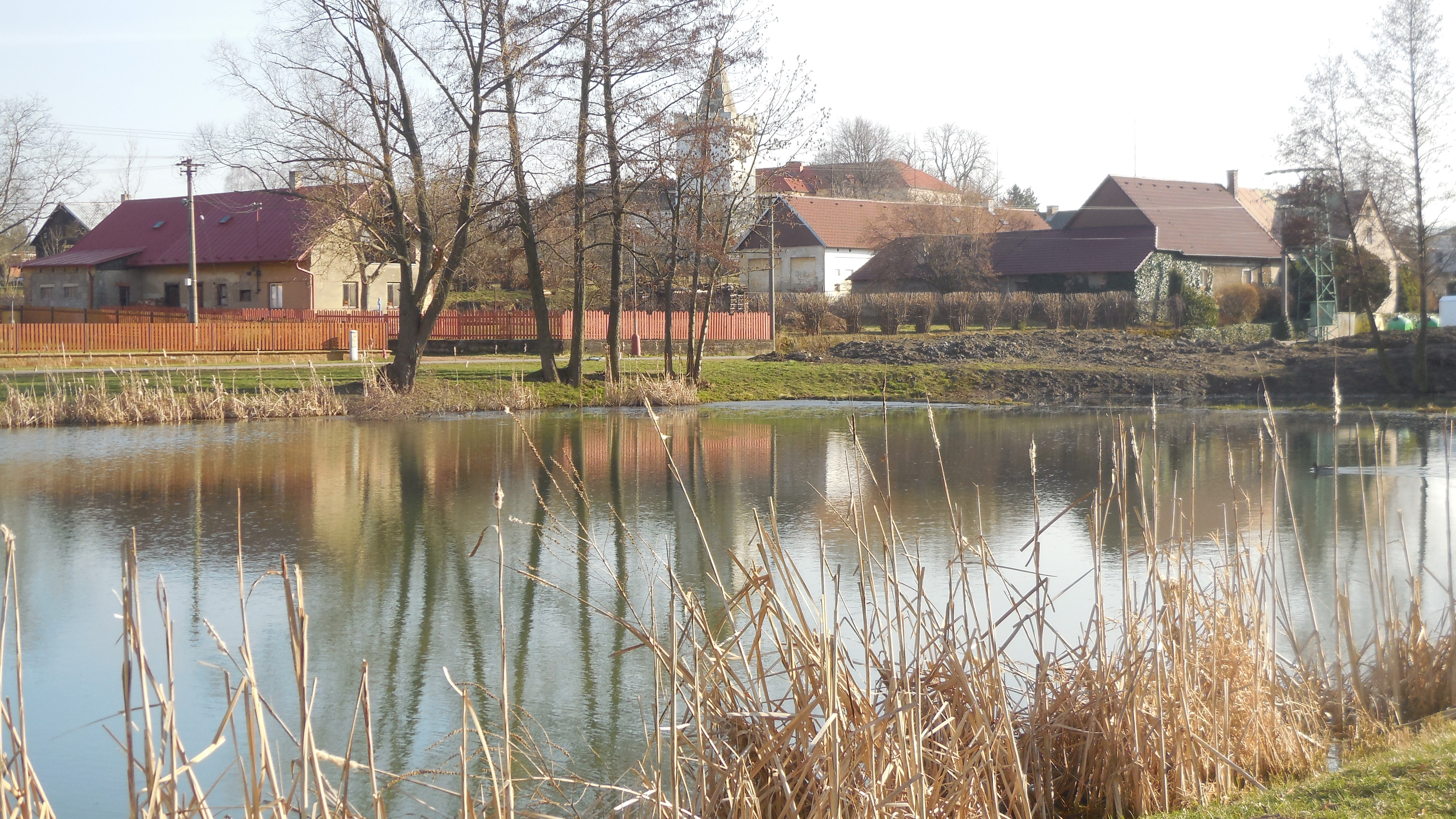
Stolanský rybník v pozadí kostel sv. Mikuláše

Uprostřed obce jsou dva rybníky Malý a Panský, které doplňují její charakteristickou podobu. Protéká zde Červený potok, který je také někdy označován jako Stolanský. K obci patří také výběhy pro koně, které jsou budovány soukromými majiteli. Jižně od obce je vidět pásmo Železných hor. Toto území s pestrým geologickým složením se rozkládá na ploše cca 900 km².

## Vzdělání
Do roku 1846 nebyla ve Stolanech žádná škola, a proto děti neměly žádné vzdělání. Na jaře roku 1845 se začala stavět budova školy. 9. února začalo vyučování, prvním učitelem zde byl Jan Novák. Do školy chodilo 139 dětí ze Stolan, Sobětuch, Pouchobrad, Pohleda, Čejkovic, Rabštejnské Lhoty. Škola byla jen přízemní, skládala se ze tříd, malé kuchyně, dvou pokojů, kde bydlel pan učitel, dvorečku a malé zahrádky. V roce 1899 byla stará škola zbourána a začala se stavět nová, kterou 5. listopadu téhož roku dokončil Josef Staněk. Škola ukončila svoji činnost v roce 1977. Provoz školy byl znovu obnoven v roce 1995. Nyní se v obci nachází mateřská škola a základní škola, která sdílí budovu ještě spolu se školní jídelnou.